# Fils-des-brumes
Fils-des-brumes (titre original : Mistborn) est un cycle de fantasy écrit par Brandon Sanderson. Le cycle est composé d'une trilogie originelle,  publiée entre 2006 et 2008, et d'une quadrilogie additionnelle, connue sous le nom de Wax et Wayne publiée entre 2011 et 2022. Cette dernière se situe environ 300 ans après les évènements de la trilogie originelle.

## Thème
L'action se déroule dans l'empire Ultime, un monde imaginaire dont les habitants sont séparés selon leur classe. Ils peuvent être nobles, ou bien skaa, les personnes appartenant à la deuxième classe étant les esclaves des premiers. Tout rapprochement entre personnes de classes différentes est interdit. Les nobles sont sous les ordres du Seigneur-Maître, l'empereur qui règne sur l'empire Ultime depuis sa création, un millénaire plus tôt. Les nobles sont les descendants des hommes qui ont soutenu le Seigneur-Maître lors de la création de l'empire Ultime. La magie (appelée allomancie) n'apparaît que chez les nobles, ou chez les skaa ayant une ascendance noble.

## Éditions

### SérieFils-des-brumesoriginale
1. L'Empire ultime, Orbit, 2010 ((en) The Final Empire, 2006)  (ISBN 978-2360510108)
2. Le Puits de l'ascension, Orbit, 2010 ((en) The Well of Ascension, 2007)  (ISBN 978-2360510122)
3. Le Héros des siècles, Orbit, 2011 ((en) The Hero of Ages, 2008)  (ISBN 978-2360510139)

### SérieWax et Wayne
1. L'Alliage de la justice, Orbit, 2012 ((en) The Alloy of Law, 2011)  (ISBN 978-2360510504)
2. Jeux de masques, Le Livre de poche, 2017 ((en) Shadows of Self, 2015)  (ISBN 978-2253191384)
3. Les Bracelets des larmes, Le Livre de poche, 2018 ((en) The Bands of Mourning, 2016)  (ISBN 978-2253191407)
4. Le Métal perdu, Le Livre de poche, 2024 ((en) The Lost Metal, 2022)  (ISBN 978-2253243540)

## Les pouvoirs

### Allomancie
| Les pouvoirs allomantiques | Les pouvoirs allomantiques | Les pouvoirs allomantiques | Les pouvoirs allomantiques | Les pouvoirs allomantiques                              | Les pouvoirs allomantiques  | Les pouvoirs allomantiques         |
| Métal                      | Type                       | Interne/Externe            | Poussée/Traction           | Pouvoir                                                 | Brumant                     | Première mention                   |
| -------------------------- | -------------------------- | -------------------------- | -------------------------- | ------------------------------------------------------- | --------------------------- | ---------------------------------- |
| Acier                      | Physique                   | Externe                    | Poussée                    | Exerce une Poussée sur les sources métalliques proches  | Lance-Pièce                 | Livre 1 - L'Empire Utime           |
| Fer                        | Physique                   | Externe                    | Traction                   | Exerce une Traction sur les sources métalliques proches | Aimant                      | Livre 1 - L'Empire Utime           |
| Potin                      | Physique                   | Interne                    | Poussée                    | Accroît les capacités physique                          | Cogneur ou Biceps           | Livre 1 - L'Empire Utime           |
| Étain                      | Physique                   | Interne                    | Traction                   | Affine les sens                                         | Oeil-d'étain                | Livre 1 - L'Empire Utime           |
| Laiton                     | Mental                     | Externe                    | Poussée                    | Apaise les émotions                                     | Apaiseur                    | Livre 1 - L'Empire Utime           |
| Zinc                       | Mental                     | Externe                    | Traction                   | Exalte les émotions                                     | Exalteur                    | Livre 1 - L'Empire Utime           |
| Cuivre                     | Mental                     | Interne                    | Poussée                    | Masque les vibrations allomantiques                     | Enfumeur ou Nuage-de-Cuivre | Livre 1 - L'Empire Utime           |
| Bronze                     | Mental                     | Interne                    | Traction                   | Permet d'entendre les vibrations allomantiques          | Traqueur                    | Livre 1 - L'Empire Utime           |
| Nicrosil                   | Augmentation               | Externe                    | Poussée                    | Utilise toutes les réserves allomantiques d'autrui      | Nicrobruleur                | Livre 6 - Les Bracelets des Larmes |
| Chrome                     | Augmentation               | Externe                    | Traction                   | Vide toutes les réserves allomantiques d'autrui         | Sangsue                     | Livre 6 - Les Bracelets des Larmes |
| Duralumin                  | Augmentation               | Interne                    | Poussée                    | Utilise toutes les réserves allomantiques               | Avorton du duralumin        | Livre 2 - Le Puit de l'Ascension   |
| Aluminium                  | Augmentation               | Interne                    | Traction                   | Vide toutes les réserves allomantiques                  | Avorton de l'aluminium      | Livre 1 - L'Empire Utime           |
| Cadmium                    | Temporel                   | Externe                    | Traction                   | Ralentit le temps                                       | Indolent                    | Livre 4 - L'Alliage de la Justice  |
| Cerrobend                  | Temporel                   | Externe                    | Poussée                    | Accélère le temps                                       | Glisseur                    | Livre 4 - L'Alliage de la Justice  |
| Or                         | Temporel                   | Interne                    | Traction                   | Permet de voir son propre passé                         | Augure                      | Livre 1 - L'Empire Utime           |
| Electrum                   | Temporel                   | Interne                    | Poussée                    | Permet de voir son propre avenir                        | Oracle                      | Livre 3 - Le Héros des Siècles     |
| Atium                      | N/A                        | N/A                        | N/A                        | Permet de voir l'avenir d'autrui                        | Visionnaire                 | Livre 1 - L'Empire Utime           |

| Atium                 | Ravage     | Permet de voir l'avenir d'autrui     | Livre 1 - L'Empire Utime           | Représente le corps de Ravage dans le Royaume physique           |
| Malatium              | Ravage     | Permet de voir le passé d'autrui     | Nouvelle 3.5 - Le Onzième métal    | Alliage de l'Atium et de l'Or                                    |
| Lerasium              | Sauvegarde | Permet de devenir un Fils-des-brumes | Livre 2 - Le puit de l'Ascension   | N'apparait qu'une fois, lors de l'Ascension d'Elend Venture      |
| Trellium              | Trell      | Inconnu                              | Livre 5 - Jeux de Masque           | Paalm s'en sert pour se cacher d'Harmonie                        |
| Ettmetal ou Harmonium | Harmonie   | Inconnu                              | Livre 6 - Les Bracelets des Larmes | Utilisé dans la technologie sud-scadrienne pour créér des bombes |

### Ferrochimie
| Les pouvoirs ferrochimiques | Les pouvoirs ferrochimiques | Les pouvoirs ferrochimiques                                                  | Les pouvoirs ferrochimiques      | Les pouvoirs ferrochimiques |
| Métal                       | Type                        | Pouvoir en charge                                                            | Pouvoir en décharge              | Ferrants                    |
| --------------------------- | --------------------------- | ---------------------------------------------------------------------------- | -------------------------------- | --------------------------- |
| Fer                         | Physique                    | Emmagasine le poids physique                                                 | Allège le poids physique         | Ajusteur                    |
| Acier                       | Physique                    | Emmagasine la vitesse physique                                               | Ralentit la vitesse physique     | Cours-l'acier               |
| Étain                       | Physique                    | Emmagasine les sens, chaque sens dans un cerveau métallique d'étain distinct | Réduit le sens souhaité          | Sifflevent                  |
| Potin                       | Physique                    | Emmagasine la force physique                                                 | Reduit la force physique         | Barbare                     |
| Laiton                      | Cognitif                    | Emmagasine la chaleur                                                        | Permet de se refroidir           | Ardents                     |
| Zinc                        | Cognitif                    | Emmagasine la vitesse de pensée                                              | Emousse la capacité de réflexion | Etincelle                   |
| Cuivre                      | Cognitif                    | Emmagasine les souvenirs                                                     | Se remémore les souvenirs        | Archiviste                  |
| Bronze                      | Cognitif                    | Emmagasine l'éveil                                                           | Entre en sommeil                 | Sentinelles                 |
| Or                          | Hybride                     | Emmagasine la santé                                                          | Reduit la santé                  | Sang-Neuf                   |
| Electrum                    | Hybride                     | Emmagasine la détermination                                                  | Entre en état de dépression      | Culminant                   |
| Cadmium                     | Hybride                     | Emmagasine la respiration                                                    | Hyperventile                     | Insufleur                   |
| Cerrobend                   | Hybride                     | Emmagasine l'énergie calorique                                               | Doit manger de grosse quantité   | Absorbeur                   |
| Aluminium                   | Spirituel                   | Emmagasine l'Identité                                                        | N/A                              | Miroir                      |
| Duralumin                   | Spirituel                   | Emmagasine les relations humaines                                            | Oublie la personne ciblé         | Cordial                     |
| Chrome                      | Spirituel                   | Emmagasine la chance                                                         | Devient malchanceux              | Fortunés                    |
| Nicrosil                    | Spirituel                   | Emmagasine l'Investiture                                                     | N/A                              | Porte-l'âme                 |
| Atium                       | Divin                       | Emmagasine l'âge                                                             | Vieillit                         | N/A                         |

## Les personnages

### Première ère
Livre 1 - L'Empire Utime
- Vin, Fille-des-Brumes
- Kelsier, le Survivant de Hatshin, Fils-des-Brumes
- Le Seigneur Maitre
- Elend Venture
- Dockson
- Brise Ladrian, Apaiseur
- Hammond, Cogneur
- Clampin, Enfumeur
- Sazed, Ferrochimiste
- Spectre, Lestibournes, Œil-d'étain
- Lord Renoux, OreSeur
- Marsh, Traqueur
- Demoux
- Penrod

Livre 2 - Le Puits de l'Ascension
- Zane, Fils-des-Brumes
- Tyndwil, Ferrochimiste
- TenSoon, Kandra
- Lord Straff Venture, Œil-d'étain
- Lord Ferson Penrod
- Lord Ashweather Cett
- Allrianne Cett, Exalteur
- Rashek
- Alendi

Livre 3 - Le Héros des Siècles
- Lord Aradan Yomen
- Quellion
- Beldre
- Humain, Koloss
- KanPaar, Kandra
- MeLaan, Kandra
- VarSell, Kandra
- VenDell, Kandra
- FhorKood, Kandra
- Ravage, Éclat
- Sauvegarde, Éclat

Nouvelle 3.5 - Le Onzième Métal
- Gemmel, Fils-des-Brumes
- Antillius Shezler , Fils-des-Brumes

Nouvelle 6.5 - Fils-des-Brumes L'Histoire secrète
- Fuzz, Leras
- Ati
- Alonoé
- Khriss
- Nazh

### Deuxième ère
Livre 4 - L'Alliage de la Justice
- Waxillium Ladrian, Double-Fils Fracasseur, Lance-Pièce et Ajusteur
- Wayne, Double-Fils, Glisseur et Sang-Neuf
- Lessie
- Marasi Colms, Indolente
- Steris Colms
- Lord Colms
- Ranette
- Miles l'Increvable, Double-Fils décuplé, Augure et Sang-Neuf
- Telsin Ladrian
- Edwarn Ladrian
- Harmonie, Éclat

 Livre 5 - Jeux de Masque
- Lord Gouverneur Replar Innate
- Lord Senateur Winsting Innate
- Capitaine Claude Arabel
- Constable Reddi
- Sanguinaire
- Paalm, Kandra
- Vwafendal
- Idashwy, Cours-l'Acier
- Trell, Éclat

 Livre 6 - Les Bracelets des Larmes
- Forch, Double-Fils, Lance-Pièce et Barbare
- ReLuur, Kandra
- Tante Gin
- Lady Kelesina Shores
- Sentence
- Allik
- Jordis